# Calle de Colón (Segovia)
La calle de Colón es una vía pública de la ciudad española de Segovia.

## Descripción
La vía, que se conoció primero como «calle Ancha» por ser una de las de mayor amplitud de la ciudad, pasó a llamarse «de Colón» en el cuarto centenario del descubrimiento de América por parte de Cristóbal Colón (f. 1506). Conecta la plaza de la Rubia con la del Doctor Laguna. Da a ella una de las fachadas de la torre de los Arias Dávila. Aparece descrita en Las calles de Segovia (1918) de Mariano Sáez y Romero con las siguientes palabras:

Colón.—Desde la plazuela de la Rubia, llega a la del Doctor Laguna. Antes se apellidaba calle Ancha, por ser si no la más ancha, sí una de las más anchas de la población. Hace algunos años se han construído casas a la entrada por la plazuela de la Rubia, que la estrechan notablemente por ese lado. Recuerda el título, al célebre navegante que nació en 1441, murió en 1506, y descubrió el Nuevo Mundo en 1492. [...] Cuando el cuarto centenario del decubrimiento americano, Segovia quiso honrarle, honrándose a sí propia, dando el nombre de Colón a una de sus calles más céntricas; por la que de seguro pasaría alguna vez el insigne almirante. En efecto, estuvo Colón en Segovia en mayo de 1505, entró triste y abatido, aclamado por la multitud, y aquí pasó algunos meses. En esta calle se levanta el edificio que es hoy Delegación de Hacienda, y encuadra con la plazuela de los Huertos y con una soberbia torre de elevada altura, pero afeada por el tejadillo que la cubre y tiene una gran majestad con matacanes de medio vuelo y almenas piramidales rematadas en bolas y un enlucido de yeso con góticos dibujos. Es la antigua casa de los Arias Dávila, ascendientes de los condes de Puñonrostro, una de las mansiones señoriales de mayor amplitud y mejor defendida en los turbulentos tiempos de Enrique IV y Reyes Católicos. Favorecidos los Arias Dávila por el primero de estos reyes, fueron después sus enemigos encarnizados en los aciagos días de este desastroso reinado, haciéndose fuertes en este caserón nobiliario. Ha sido después parador de viajeros, carruajes y caballerías, cuartel de la Guardia civil y en sus salones ha celebrado sus sesiones nuestro Ayuntamiento, mientras se construía la actual Casa Consistorial.
(Sáez y Romero, 1918, pp. 40-41)